# Evangelische Kirche (Brünnau)

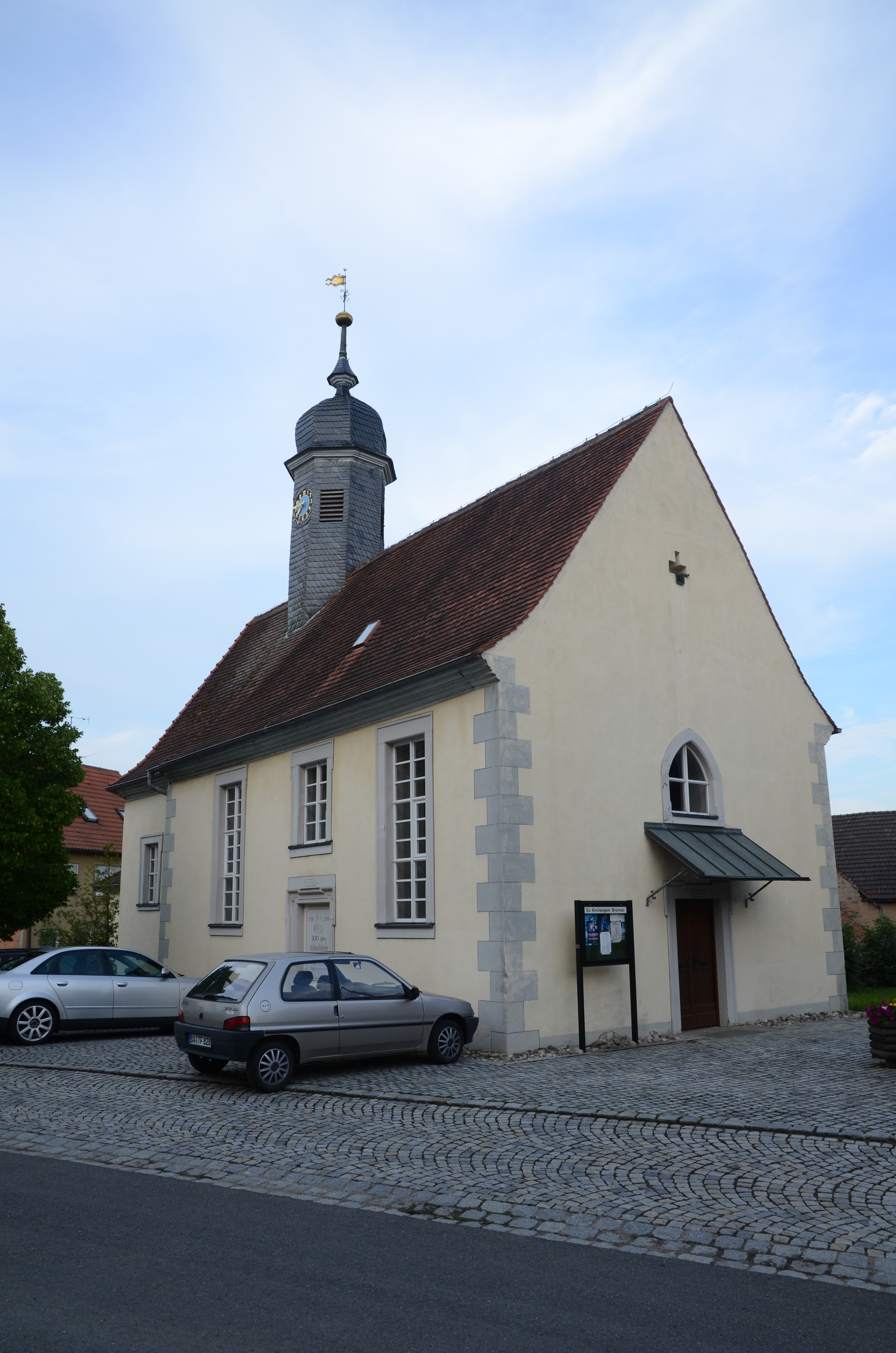
Die Kirche in Brünnau

Die Evangelische Kirche im unterfränkischen Brünnau ist die Pfarrkirche der kleinen Gemeinde. Sie steht inmitten des Dorfes an der Kreisstraße KT 40. Die Kirche gehört zum Dekanat Castell.

## Geschichte
Die Geschichte eines Gotteshauses in dem Dorf beginnt erst im 18. Jahrhundert. Zuvor muss jedoch bereits eine kleine Kapelle existiert haben, denn in der kleinen Kirche sind ältere Ausstattungsstücke als die aus der Erbauungszeit vorhanden. Das Dorf Brünnau fiel im Jahr 1306 an das Kloster Münsterschwarzach. Das Kloster hatte bis ins 19. Jahrhundert die Dorfherrschaft inne. Ob die Mönche eine Kirche erbauen ließen, geht aus den Quellen allerdings nicht hervor.
Die Planungen zur Errichtung einer Kirche begannen zu Beginn des 18. Jahrhunderts. Bewohner von Bimbach und Brünnau, die beiden Dörfer waren schon immer eng verbunden, sammelten damals für die Errichtung. Vor 1705 konnte dann die kleine Kirche erbaut werden. Im Jahr 1979 wurde sie umfassend renoviert, 1987 war sie noch Filiale von Bimbach. Heute ist der Pfarrer von Bimbach auch für Brünnau zuständig. Das Bayerische Landesamt für Denkmalpflege führt die Kirche als Baudenkmal. Archäologische Funde im Boden sind als Bodendenkmal eingeordnet.

## Architektur
Die geostete Kirche ist ein schlichter Saalbau, ein einfacher Chor wurde an das Langhaus angebaut. Charakteristisch ist der zwischen Chor und Langhaus errichtete, verschieferte Dachreiter aus Holz. Er schließt mit einer Kuppel mit Spitze ab. Das Langhaus trägt ein Satteldach. Hohe Rechteckfenster sorgen für die Belichtung des Gebäudes. Seit der letzten Renovierung befindet sich der Eingang auf der Westseite des Baus.

## Ausstattung
Mit der Errichtung der Kirche kamen auch die meisten Ausstattungsgegenstände in das Gotteshaus. Ältestes Element ist allerdings die Taufschale aus Zinn, die im Jahr 1672 vom Meister Johann Georg Herbst gearbeitet wurde. Der Taufstein ist mit der Jahreszahl „1717“ bezeichnet. Um 1705 kamen  die Kanzel mit Baldachin und die barocke Orgel in die Kirche. Bemerkenswert ist der enge Wanddurchbruch zur Kanzel, die am Chorbogen aufgehängt wurde.
Im Mittelpunkt des Chores steht der ebenfalls 1705 in die Kirche gelangte Altar. Er ist zweisäulig und zeigt in seinem Blatt die Auferstehung Christi. Den Auszug bildet ein rundes Ölbild, das den heiligen Michael zeigt. Akanthusranken dienen als Zierde. Wertvollstes Stück ist die Bibel von Johann Michael Dilherr aus dem 17. Jahrhundert. Sie wurde im 18. Jahrhundert von den Brünnauern für 16 Gulden erworben.